# Demnate
Demnate (in arabo دمنات‎?, Damnāt; in berbero: ⴷⴻⵎⵏⴰⵜ, Demnat, anche Demnet, Domnet e Dimnit), è una città del Marocco, nella provincia di Azilal nella regione di Béni Mellal-Khénifra.
Circondata dalle montagne Aghry, la città ha un'economia molto povera.

## Storia
Nel 1834 il geografo ed erudito svedese Jacopo Gråberg di Hemsö riferiva come la cittadina fosse abitata principalmente dal gruppo etnico berbero degli scelocchi, ritenuti dal geografo discendenti dei portoghesi che sulle coste di quelle regioni erano stati presenti per abbandonarle dopo la scoperta dell'America. A sostegno della teoria il geografo svedese portava la testimonianza dell'esistenza di una chiesa con iscrizioni in lingua latina, che si supponeva edificata dai portoghesi e salvata dagli abitanti perché «abitata dagli spiriti». La città era anche sede di una delle venticinque fortezze dell'Impero del Marocco.

## Comunità ebraica

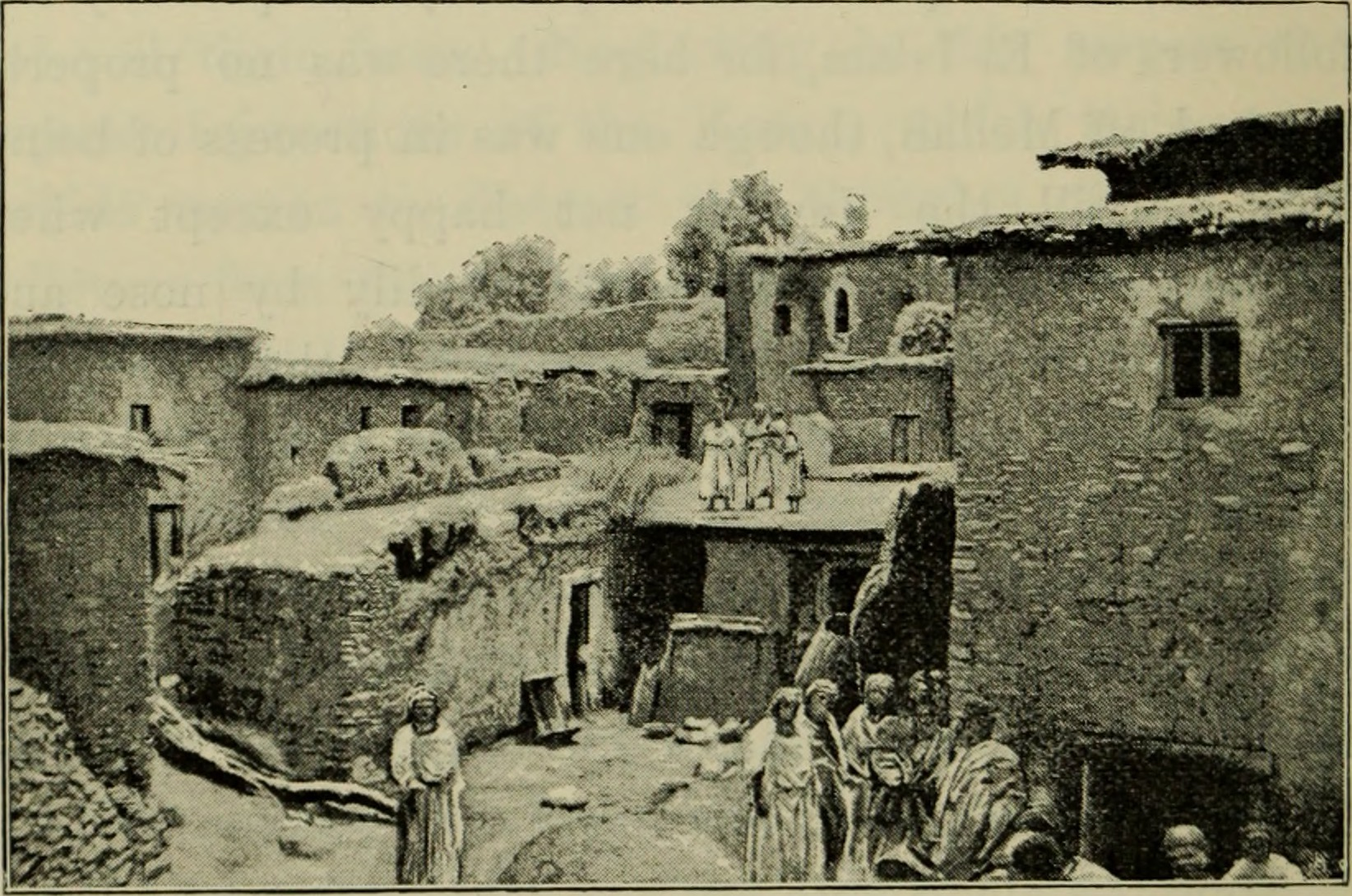
Il mellah alla fine del XIX secolo.

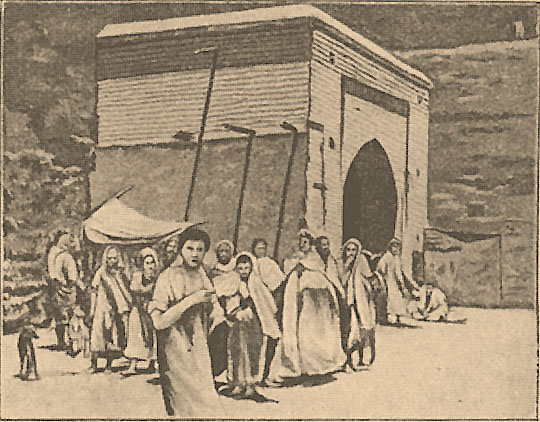
Illustrazione dei primi anni del XX secolo.

Demnate aveva un'importante comunità ebraica, stabilitavisi all'inizio del XII secolo. Gli ebrei di Demnate, similmente alla comunità berbera musulmana con la quale convivevano, si dedicavano prevalentemente ad attività agricole, concentrandosi nella produzione vinicola, e nell'artigianato.
Gli ebrei di Demnate parlavano un dialetto arabo, ricorrendo al berbero solo per le comunicazioni esterne alla loro comunità.
La coesistenza tra la comunità ebraica e quella musulmana a Demnate rimase armoniosa nel corso dei secoli. Tuttavia, nel 1864, gli ebrei di Demnate furono esposti a una rivolta e tra il 1884 e il 1885 vissero umiliazioni da parte del governatore locale, fino a che il sultano Hasan I emise nel 1885 due decreti che cessarono le vessazioni.
Nel 1894 la comunità fondò il proprio mellah che comprendeva cinque sinagoghe.
La condizione della comunità ebraica visse dei miglioramenti sotto il dominio coloniale francese. Nel 1932, l'Alleanza israelitica universale inaugurò una scuola che contribuì alla diffusione della cultura e della lingua francese tra le famiglie ebraiche della città. Molti dei giovani ebrei demnati adottarono nomi francesi quali Robert, Jacques, Marcelle, Alice e Jacqueline.
All'inizio degli anni '50 del XX secolo, 1.800 ebrei vivevano a Demnate. Le tensioni politiche in Marocco, acuitesi a partire dall'agosto 1953, accelerarono l'esodo della comunità verso Israele, incoraggiato dagli agenti sionisti, in particolare dall'Agenzia ebraica e dal Mossad. All'inizio degli anni 1960 rimanevani pochi ebrei in città.
Ogni anno, nel mese di luglio, centinaia di famiglie ebraiche raggiungono Demnate per partecipare al moussem ebraico.

## Economia
Le colline che circondano Demnate sono caratterizzate da terrazzamenti popolati da oliveti secolari che producono olio d'oliva considerato da molti il più buono dell'intero Marocco. Altra produzione della zona è quella delle mandorle.